# Иса-бегова џамија у Скопљу
Иса-бегова џамија у Скопљу је џамија изграђена као задужбина Гази Иса-бега Исаковића 1475. године у Старој скопској чаршији у Скопљу, данас главном граду Северне Македоније, а тада једном од градова који су припадали Османском царству.
Испред ове џамије се налази платан који је посађен половином 15. века и под заштитом је државе као споменик природе. Сматра се да је стар колико и џамија. Поред платана, испред улаза у џамију се налази шедрван. Џамија има две куполе, а са јужне и северне стране су дозидане још две просторије, независне од централог простора. У непосредној близини џамије се некада налазила медреса са богатом библиотеком и имарет (јавна кухиња) али данас не постоје остаци ових објеката. Некада је у Иса-беговој џамији било седиште Накшибендијског дервишког реда.

## Галерија
- Џамија на разгледници из 1930-их
- Слика џамије из 1963. године
- Платан испред џамије